# Élie Guidonis
Élie Guidonis, mort en 1322 ou 1323, est un évêque français du XIVe siècle.

## Biographie
Élie Guidonis devient évêque d'Autun en 1309. Il assiste au concile de Vienne de 1311, dans lequel l'ordre du Temple est aboli. Aussi Élie met à disposition beaucoup de moyens pour la réparation de la cathédrale Saint-Nazaire d'Autun.